# Битка при Арар
Битката при Арар е сражение между мигриращото племе на хелветите и пет римски легиона под комадването Гай Юлий Цезар през 58 пр.н.е.. Това е първата голяма битка през Галската война.
Хелветите са племе, което произхожда от земите на съвременна Швейцария, което преди битката с Цезар е започнало да мигрира през Римска Цизалпийска Галия.
Хелветите са изненадани от Цезар, когато прекосяват река Арар. Една четвърт не е преминала отсреща и е изколена при атаката на легионите на Цезар.
|  | Тази страница частично или изцяло представлява превод на страницата Battle of Arar в Уикипедия на английски. Оригиналният текст, както и този превод, са защитени от Лиценза „Криейтив Комънс – Признание – Споделяне на споделеното“, а за съдържание, създадено преди юни 2009 година – от Лиценза за свободна документация на ГНУ. Прегледайте историята на редакциите на оригиналната страница, както и на преводната страница, за да видите списъка на съавторите. ВАЖНО: Този шаблон се отнася единствено до авторските права върху съдържанието на статията. Добавянето му не отменя изискването да се посочват конкретни източници на твърденията, които да бъдат благонадеждни. |